# Principado de Aracena
Se conoce como Principado de Aracena a un señorío jurisdiccional español otorgado en 1640 por el Rey Felipe IV al Conde-duque de Olivares, como premio por su labor realizada en el sitio de Fuenterrabía de 1638.  Su nombre se refiere al municipio andaluz de Aracena, en la provincia de Huelva y su extensión territorial incluía no sólo el término de Aracena sino también el de sus aldeas: Alájar, Castaño del Robledo y Linares de la Sierra.
Aunque no fue un principado en sentido estricto sino un señorío jurisdiccional, se le dio dicha denominación tanto en documentos reales como en la lista de títulos de sus sucesivos propietarios.